# 法蔵町
法蔵町（ほうぞうちょう）は愛知県名古屋市中川区にある町名。現行行政地名は法蔵町1丁目及び法蔵町2丁目。住居表示未実施。

## 地理
名古屋市中川区の南東部に位置し、東に小碓通、西に畑田町、北に昭和橋通、南に明徳町と港区正徳町に接する。

## 歴史
- 1945年（昭和20年）2月5日 - 中川区中野新町の一部により、同区法蔵町として成立[5]。
- 1961年（昭和36年）3月28日 - 中島新町の一部を編入する[5]。

## 世帯数と人口
2019年（平成31年）2月1日現在の世帯数と人口は以下の通りである。
| 町丁   | 世帯数 | 人口 |
| ------ | ------ | ---- |
| 法蔵町 | 38世帯 | 99人 |

## 学区
市立小・中学校に通う場合、学校等は以下の通りとなる。また、公立高等学校に通う場合の学区は以下の通りとなる。
| 番・番地等 | 小学校                 | 中学校                 | 高等学校 |
| ---------- | ---------------------- | ---------------------- | -------- |
| 全域       | 名古屋市立昭和橋小学校 | 名古屋市立昭和橋中学校 | 尾張学区 |

## 施設
- マックスバリュ 昭和橋通店
- ラウンドワンスタジアム 中川1号線店

## その他

### 日本郵便
- 郵便番号 : 454-0859[2]（集配局：中川郵便局[8]）。